# ساماندارین
ساماندارین (به انگلیسی: Samandarin) با فرمول شیمیایی C۱۹H۳۱NO۲ یک ترکیب شیمیایی است. که جرم مولی آن ۳۰۵٫۴۵ g/mol می‌باشد. 